# Tyras Vallis
La Tyras Vallis è una struttura geologica della superficie di Marte.